# Otávio Bonfim
Otávio Bonfim é um bairro da zona oeste da cidade brasileira de Fortaleza, no Ceará, localizado a oeste do centro histórico da cidade. Oficialmente chama-se Farias Brito, porém é mais conhecido popularmente como Otávio Bonfim.
Palco de um dos campos de concentração de flagelados do estado na década de 1930, o bairro surgiu de uma povoação ao lado da antiga Estrada para o Soure (atual Caucaia). Na época do Ciclo do Charque existiu: a Capela de São Sebastião, que mais tarde deu o nome ao mercado erguido neste bairro, o Mercado São Sebastião; um abatedouro de gado, que ficou conhecido como Matadouro.
No local da capela, a antiga Estrada do Gado(atual Rua Dr. Justiano de Serpa), os frades Franciscanos oriundos da Alemanha,  construíram a Igreja de Nossa Senhoras das Dores.
Com a expansão da Estrada de Ferro de Baturité em 1922, aqui foi construído uma estação de trem com o nome: Quilometro 3, depois Matadouro e finalmente Otávio Bomfim
A Igreja de Nossa Senhora das Dores, inaugurada em 1932, foi uma parte do investimento dos frades Franciscanos, que além desta construíram ainda o Convento de São Francisco e o Cine Familiar. O Convento de São Francisco chegou a ser invadido por um dia durante a Segunda Guerra Mundial, pois os frade eram alemães. Neste período propriedades de famílias alemãs(família Lundgren), famílias italianas(família de Francesco) e  famílias japonesas (família Fugita) ligadas a este local sofreram represálias da população de Fortaleza.
O Cine Familiar funcionou até a década de 60 como opção de lazer para os moradores das adjacências.
Local com atração econômica, chegou a sediar a Siqueira Gurgel S/A. Fabrica que fabricava produtos que marcaram história no Ceará: Sabonete Sigel, o óleo Pajeú, a gordura de coco Cariri e o famoso sabão Pavão. Um dos personagens fictícios deste produtos foi a Neguinha do Pajeú.  Nos dias de hoje aqui fica um supermercado.
Devido a suas tradições agrícolas aqui funcionou até a década de 70 jardins que produziam flores. Onde nos dias  de atuais situa-se um supermercado.
Em 2010, a estação de trem do Otávio Bonfim foi desativada devido ao novo traçado do Metrofor.